# Вуковићева штампарија
Вуковићева штампарија (позната још и као Штампарија Божидара Вуковића и Српска штампарија у Венецији) је била српска штампарија из 16. века, коју је у Венецији основао Божидар Вуковић. У првом периоду, када је штампарску активност покренуо и водио Божидар Вуковић, уредници и штампари његових издања били су јеромонах Пахомије Ријечанин (1519–1521) и јерођакон Мојсије Дечанац (1536—1540) са сарадницима. Божидаров син, Вићенцо Вуковић наставио је штампарску делатност путем приређивања нових или поновног објављивања очевих издања. Међу сарадницима и настављачима Вуковића били су Стефан Мариновић и Јаков из Камене реке.
Штампарска делатност Вуковића обухватала је издавање србуља, богослужбених књига на српскословенском језику. У издању Вуковића штампан је највећи број србуља, укључујући и прва издања србуља на пергаменту.
Издања Вуковића дистрибуирана су преко њихове трговачке мреже, која је била веома развијена, уз сарадњу са трговцима из Дубровачке републике и млетачког Котора. Дистрибуција је вршена првенствено у српским земаљама под османском влашћу, а временом је добила и шири опсег, обихвативши и друге јужнословенске просторе.
Један од центара за дистривуцију Вуковићевих издања био је и манастир Милешева, у коме је потом основана и Милешевска штампарија. Богато украшена декорацијама, издања Вуковића била су веома популарна и имала су значајан утицај на потоње штампаре књига на руском, грчком и румунском језику.

## Штампарска делатност Вуковића
Као један од најугледнијих српских првака у Венецији, Божидар Вуковић је 1519. године покренуо шампарску делатност, којом се бавио све до смрти 1540. године. Његови издавачки подухвати рализовани су у два периода, први - од 1519. до 1521. године и други - од 1536. до 1540. године. Штампарску делатност је потом наставио његов син Вићенцо Вуковић, у периоду од 1546. до 1561. године. Издавачка делатност Вуковића, оца и сина, обухватала је објављивање србуља - штампаних ћириличких књига на српскословенском језику.
У првом периоду од 1519/1520-1521. године, штампане су три књиге : Средњовековни псалтир, Литургијар и Молитвеник. Уређивање и штампање књига урадио је јеромонах Пахомије Ријечанин.
У другом периоду 1536-1540. године, штампане су две књиге : 2. издање Молитвеника и Празнични Минеј, који је био најлуксузније и најобимије издање, штампано 1538. године. У овом другом периоду штампање је и уређивање је извршио јерођакон Мојсије Дечанац.
Књиге штампане у време Божидара Вуковића су биле толико популарне, да је његов син, Вићенцо Вуковић до 1561. године поновио штампање књига рађених у време његовог оца. Једна од тих књига била је Октоих петогласник, коју је као и све остале успешно продавао. Године 1561. Вићенцо је ангажовао Стефана Мариновића да управља штампаријом, а прва књига коју је штампао био је Посни Триод.
Године 1566. Јаков из Камене реке штампао је Књигу сати од 710 страница.
Штампарска делатност Вуковића у Венецији имала је далекосежан утицај на развој старог српског штампараства и представља једну од најзначајнијих појава у културној историји српског народа у раном новом веку.